# Gontjarovs förmodan
Inom matematiken är Goncharovs förmodan en förmodan framlagd av Goncharov (1995) som föreslår att kohomologierna av vissa motiviska komplex är identiska med delar av K-grupper. Den utvidgar en förmodan av Zagier (1991). 